# Stadion kraj Studenjaka
Stadion kraj Studenjaka – stadion piłkarski w Belgradzie, stolicy Serbii. Obiekt może pomieścić 3000 widzów. Swoje spotkania rozgrywają na nim piłkarze klubu FK Radnički Belgrad.